# Mödlenreuth
Mödlenreuth ist ein Gemeindeteil des Marktes Zell im Fichtelgebirge im Landkreis Hof (Oberfranken, Bayern). Mödlenreuth liegt in der Gemarkung Friedmannsdorf.

## Geografie
Der Weiler liegt am Röhringsbach (im Unterlauf Schlenkenbach genannt), einem rechten Zufluss des Lübnitzbaches. Die Kreisstraße HO 44/BT 48 führt nach Gefrees zur Staatsstraße 2180 (3,5 km südlich) bzw. nach Friedmannsdorf (1,4 km nördlich). Ein Wirtschaftsweg führt zur Bucheckmühle (1,2 km westlich).

## Geschichte
Der Ort wurde im Jahr 1577 als „Modelreuth“ erstmals urkundlich erwähnt.
Gegen Ende des 18. Jahrhunderts bestand Mödlenreuth aus 6 Anwesen (1 Hof, 1 Dreiviertelhof, 3 Halbhöfe, 1 Zollstätte). Die Hochgerichtsbarkeit stand dem bayreuthischen Stadtrichteramt Münchberg zu. Das Kastenamt Münchberg war mittelbar Grundherr für die Pfarrei Münchberg. Die Zollstätte war herrschaftlicher Besitz.
Von 1797 bis 1810 unterstand Mödlenreuth dem Justiz- und Kammeramt Münchberg. Infolge des Ersten Gemeindeedikts wurde Mödlenreuth dem 1812 gebildeten Steuerdistrikt Zell im Fichtelgebirge und der zugleich entstandenen Ruralgemeinde Zell im Fichtelgebirge zugewiesen. 1822 kam es zur Umgemeindung in die neu gebildeten Ruralgemeinde Friedmannsdorf. Im Zuge der Gebietsreform in Bayern wurde die Gemeinde Mödlenreuth am 1. Mai 1978 nach Zell im Fichtelgebirge eingemeindet.

### Baudenkmäler
- Haus Nr. 18: Steinkreuz[9]

ehemaliges Baudenkmal
- Haus Nr. 4: Stattlicher, zweigeschossiger Wohnstallbau mit Satteldach, Giebel verschiefert, Eckquaderung. Die korbbogige Wohnungstür ist mit Pilastern und Archivolte gerahmt, der Scheitelstein ist bezeichnet mit „JHP 1788“. Der Scheitelstein der ebenso gerahmten Stalltür ist verziert.[10]

### Einwohnerentwicklung
| Jahr      | 1799   | 1812  | 1819   | 1861   | 1871   | 1885   | 1900   | 1925   | 1950   | 1961   | 1970   | 1987   | 2005  | 2010  | 2015  |
| Einwohner | 38     | 46    | 47     | 52     | 48     | 54     | 54     | 36     | 42     | 40     | 34     | 34     | 36    | 37    | 41    |
| Häuser    | 6      | 7     |        |        |        | 7      | 7      | 7      | 7      | 7      |        | 8      |       |       |       |
| Quelle    | [ 12 ] | [ 7 ] | [ 13 ] | [ 14 ] | [ 15 ] | [ 16 ] | [ 17 ] | [ 18 ] | [ 19 ] | [ 20 ] | [ 21 ] | [ 22 ] | [ 1 ] | [ 1 ] | [ 1 ] |

## Religion
Mödlenreuth war ursprünglich nach St. Gallus (Zell im Fichtelgebirge) gepfarrt und ist seit der Reformation evangelisch-lutherisch geprägt. Seit der der zweiten Hälfte des 20. Jahrhunderts ist die Pfarrei St. Johannes der Täufer (Gefrees) zuständig.